# Kushovë
Kushovë è una frazione del comune di Gramsh in Albania (prefettura di Elbasan).
Fino alla riforma amministrativa del 2015 era comune autonomo, dopo la riforma è stato accorpato, insieme agli ex-comuni di Kodovjat, Kukur,  Lenie, Pishaj, Poroçan, Skënderbegas, Sult e Tunjë a costituire la municipalità di Gramsh.

## Località
Il comune era formato dall'insieme delle seguenti località:
- Kushove
- Bregas
- Gjeraqine
- Dumberas
- Bersnik
- Ulove
- Sotire
- Kerpic